# オランジェット

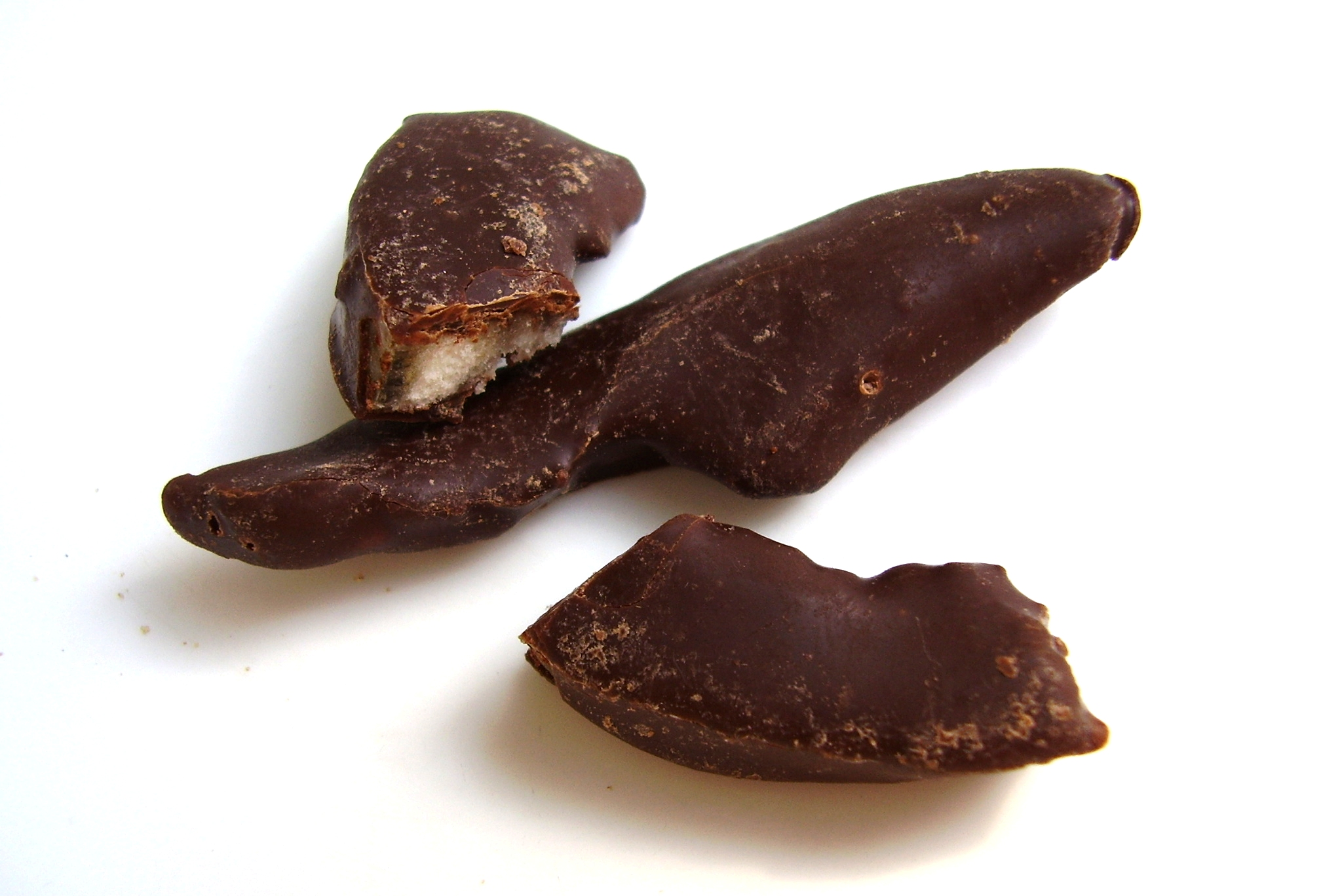
オランジェット

オランジェット（フランス語：Orangette）とは、砂糖漬けの柑橘類の皮（ピール）をチョコレートで包んだフランス生まれの菓子。いくらか苦味のあるピールと甘いチョコレートの味の調和、柑橘香・リキュール・カカオの合わさった深い香りが、その魅力である。
作り方は、まず、ピールの細切り、あるいは皮つきのままの輪切りの柔らかな砂糖漬け（またはシロップ漬け）を、好みのリキュールなどに浸す。柑橘類の種類は、その名の通りのオレンジのほか、レモンなども合う。湯煎で融かしたチョコレートにくぐらせ、冷やし固める。好みでココアパウダーをまぶしてもよい。